# Protéine proleucémie myéloïde
 (octobre 2019).
Si vous disposez d'ouvrages ou d'articles de référence ou si vous connaissez des sites web de qualité traitant du thème abordé ici, merci de compléter l'article en donnant les références utiles à sa vérifiabilité et en les liant à la section « Notes et références ».
La protéine proleucémie myéloïde (abrégée PML, de l'anglais Promyelocytic leukemia protein) est une protéine supresseur de tumeurs. Son gène , PML, est situé sur le chromosome 15 humain. Elle est indispensable dans l'assemblage de certains corps nucléaires qui existent au niveau de la chromatine à un nombre de 1 à 30 par noyau. Ces structures appelées corps nucléaires PML sont impliquées dans la régulation de plusieurs processus cellulaires, dont l'apoptose , la stabilité génique, et la division cellulaire. La mutation ou l'inactivation du gène codant la protéine proleucémie myéloïde est corrélé avec plusieurs cancers dont la leucémie aigüe myéloïde.